# Font de Sant Salvador (Breda)
|  | Aquest article tracta sobre la Font de Sant Salvador de Breda. Vegeu-ne altres significats a « Font de Sant Salvador (desambiguació)». |

La Font de Sant Salvador és una obra de Breda (Selva) inclosa a l'Inventari del Patrimoni Arquitectònic de Catalunya.

## Descripció
Font situada en un trencall que hi ha a la carretera Breda-Arbúcies, poc després d'haver passat el pont Torrent Vilaseca. L'estructura de la font està adossada a un mur de pedra, i té forma rectangualar, i el brollador queda ressaltat per una estructura hemi-hexagonal. Pedres petites incrustades, embelleixen la font.